# Писемський Федір Андрійович
Федір Андрійович Писемський (? — 1591) — російський дипломат, думний дворянин і воєвода за царювання Івана Грозного і Федора Івановича.
Походив із костромського дворянства.

## Кар'єра
У 1564-1573 роках разом з А. Ф. Нагім брав участь у переговорах з кримським ханом Девлет-Гіреєм про укладення миру і за свої заслуги в 1571 був зарахований в опричнину.
У 1583—1584 роках очолював посольство в Англію з питань укладання військового союзу та одруження царя на М.Б. Гастінгс.
У 1584-1585 роках — намісник у Чернігові.
У 1586 році брав участь у перемовинах із Польщею.
В 1590 був направлений воєводою до Пскова і брав участь у поході проти шведського короля Юхана III, потім — в переговорах зі шведами. Після походу залишили в Новгороді Великому і служив там до 1591 року.
Перед смертю прийняв чернечий постриг з ім'ям Феодосій.